# Villa Bünemann

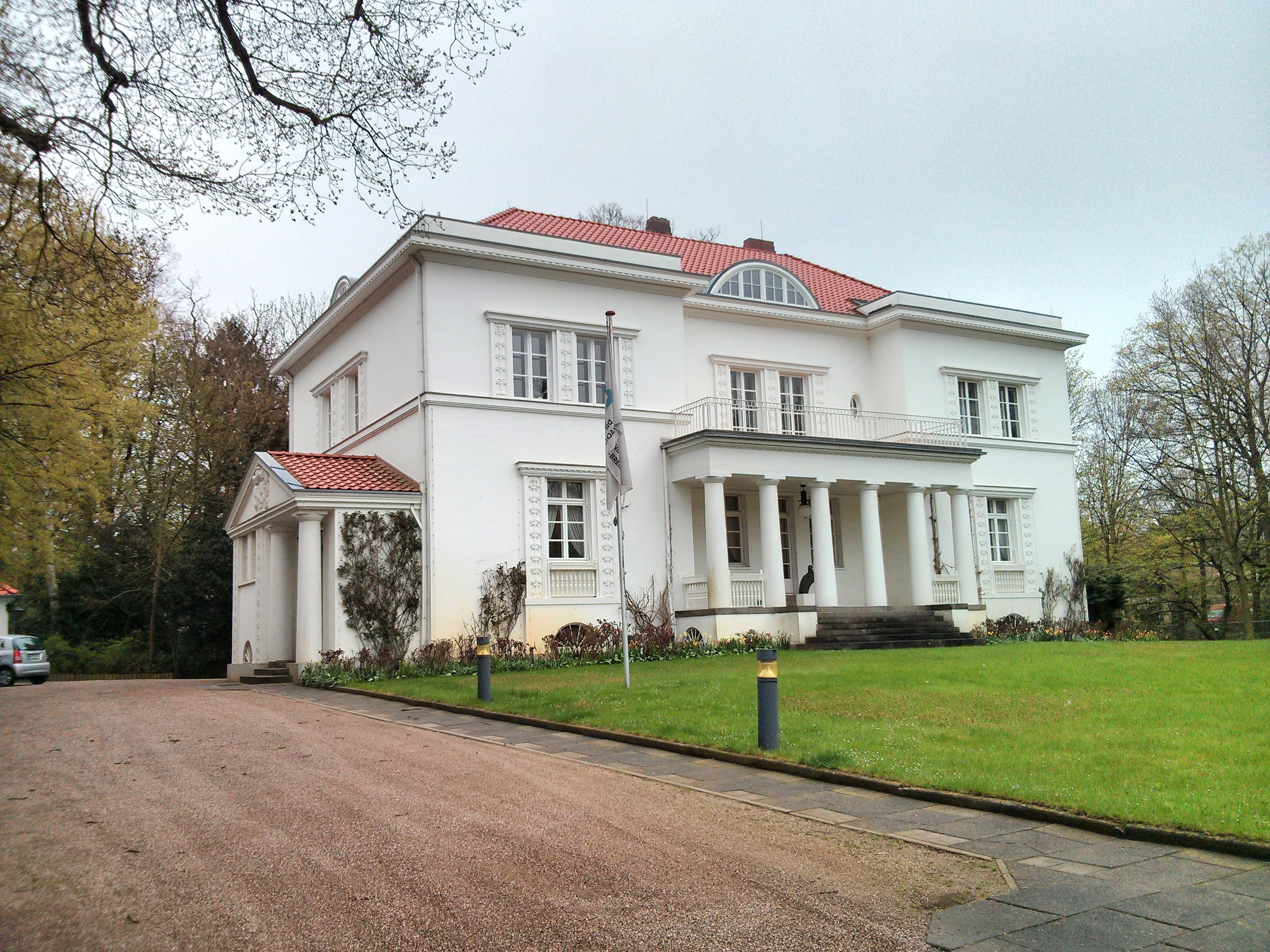

Die Villa Bünemann befindet sich in Bremen–Schwachhausen, Ortsteil Radio Bremen, Bürgermeister-Spitta-Allee Nr. 18.
Das Gebäude wurde 1992 als Bremer Kulturdenkmal unter Denkmalschutz gestellt.

## Geschichte

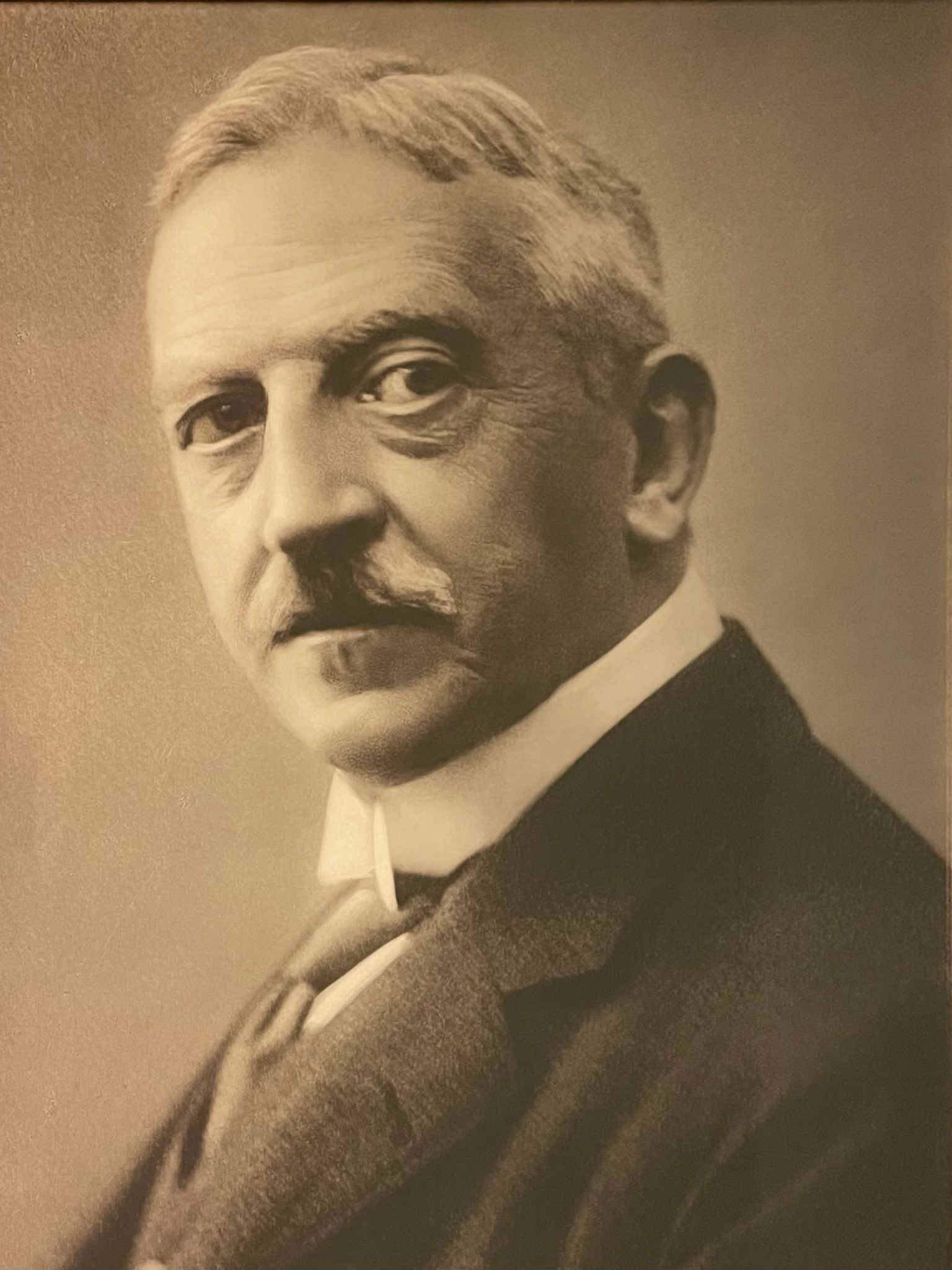
Friedrich Hermann Carl Bünemann

Die zweigeschossige Villa wurde 1911 nach Plänen von August Abbehusen und Otto Blendermann für den Kaufmann Friedrich Hermann Carl Bünemann als Bauwerk der Jahrhundertwende durch den Bauunternehmer Paul Kossel gebaut. Das Bauwerk ist ein zeittypischer Rückgriff auf die Formen des Klassizismus mit seinem Dreiecksgiebel über dem Eingang wie ein Portikus und der mit sechs dorischen Säulen gestützten offenen Veranda und seinem Balkon. Ein Fries mit fünf tanzenden Frauen ziert den Eingangsbereich und dazu zwei Putten über dem Eingang.
Der Bauherr Bünemann war Mitinhaber der Firma Schütte und Bünemann, erfolgreich im Kaffee- und Tabakhandel aus Kolumbien. 1935 musste Bünemann das Gebäude verkaufen und es folgten mehrere Besitzerwechsel. Die 1941 vom Rechtsanwalt Otto Dettmers erworbene Villa war von 1945 bis 1952 amerikanisches Offizierscasino (Bremen war Teil der amerikanischen Besatzungszone) und Sitz des American Forces Network (AFN); vorhandene Umbauten wurden nach 1952 rückgebaut. Der Verband der Bauindustrie in Bremen erwarb um 2000 das Gebäude.
Abbehusen und Blendermann
Von Abbehusen, zumeist mit Blendermann, sind in Bremen weitere Bauten erhalten, darunter das Haus G. Kasten (1903) in Schwachhausen, die Häusergruppe (1905), Benquestraße 28/32, die Christuskirche Woltmershausen (1906), das Rathaus Blumenthal (1910), das Theater am Goetheplatz (1913), die Vietorschule (1913) in Schwachhausen, die Villa Koenenkamp (1915) in Horn-Lehe, Carl-Schurz-Straße 25 und die Werkswohnungen des Bremer Vulkans (1922) in Vegesack, Weserstraße 69.